# Flödesmätare

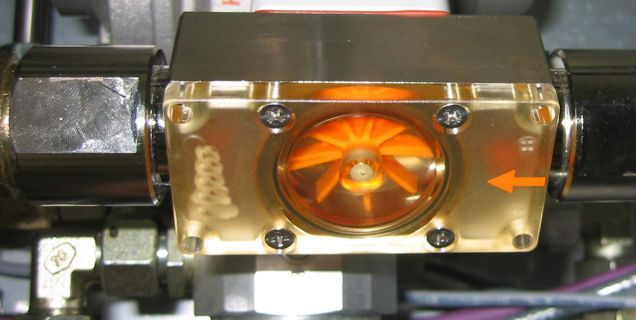
Flödesmätare med impeller.

Exempel på mekanik i en flödesmätare.

Flödesmätare används för att mäta volymflöden eller massflöden. Det finns elektriska flödesmätare såväl som mekaniska flödesmätare. Ett exempel är vortexflödesmätaren, som mäter flödet genom att räkna virvelavlossningar.